# Róvenka (Crimea)
|  | Per a altres significats, vegeu «Rovenka». |

Róvenka (en ucraïnès i en rus: Ровенка) és un poble de la República Autònoma de Crimea a Ucraïna, que el 2014 tenia 369 habitants. Pertany al districte rural de Sovetski. Fins al 1948 el municipi es deia Kirk-Nemetski.